# Sudan (regió)

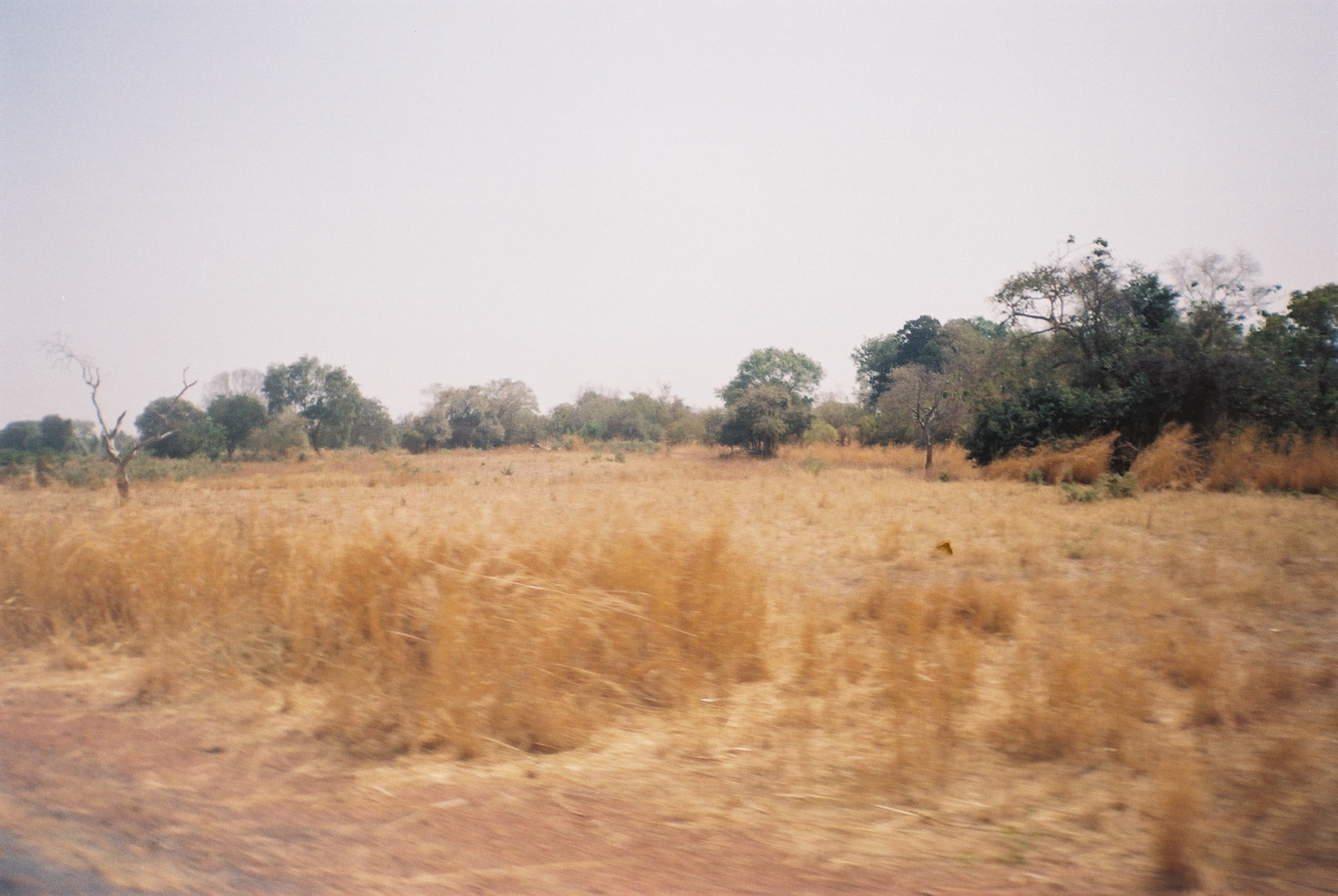
Paisatge típic a la regió sudanesa

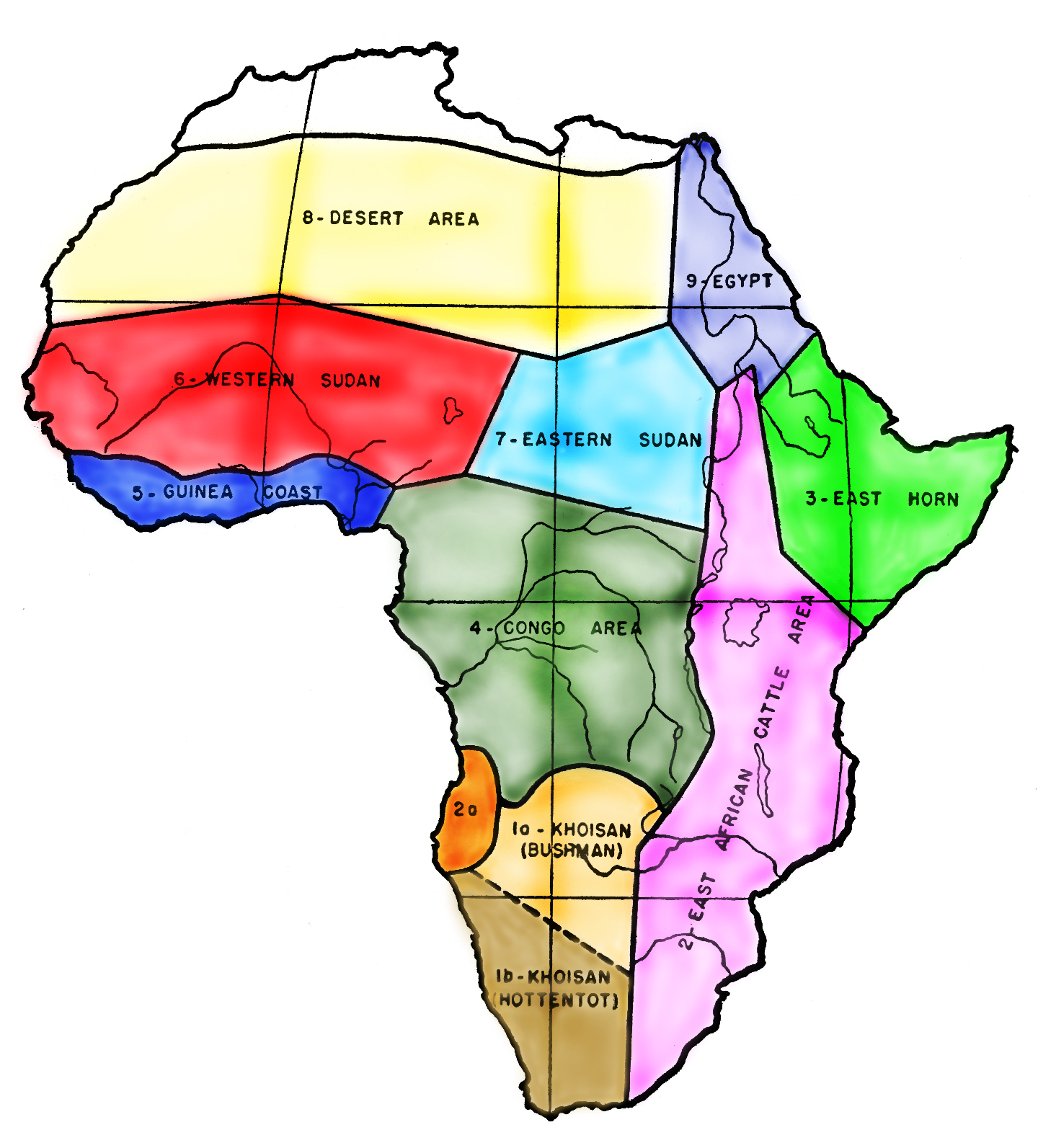
Mapa que mostra les regions del sudan Sudan occidental i Sudan oriental. (Meville J. Herskovits, 1945)

La regió sudanesa o regió del Sudan és una àrea geogràfica situada entre el desert del Sàhara i la selva equatorial africana, i s'estén des de les costes de l'oceà Atlàntic fins a les muntanyes de l'Altiplà d'Etiòpia i la Mar Roja. Tanmateix actualment aquest terme fa referència principalment al país Sudan i a Sudan del Sud. Etimològicament prové de l'àrab bilād as-sūdān (بلاد السودان) que significa "país dels negres". Alguns europeus de l'època colonial anomenaren aquesta regió Negroland o Nigritia, encara que amb variacions dins dels seus límits.

## Geografia
La regió sudanesa fa 5.000 km de llargada en una banda d'alguns centenars de km d'amplada a través d'Àfrica. Discorre des de la frontera del Senegal, a través del sud de Mali (abans conegut com a Sudan francès), Burkina Faso, sud de Níger i nord de Nigèria, sud del Txad i la regió de l'oest de Darfur a l'actual Sudan.
Al nord d'aquesta regió es troba el Sahel africà, una regió més àrida amb sabana amb Acacia la qual al seu torn limita amb el Sàhara al nord i l'Altiplà d'Etiòpia a l'est (anomenat al-Ḥabašah en àrab). Al sud-oest es troba la sabana sudanesa occidental, que és una sabana més humida que limita amb el bosc tropical d'Àfrica occidental. Al centre hi ha el Llac Txad, i al sud hi ha l'altiplà occidental del Camerun. Al sud-est hi ha la sabana sudanesa oriental, A l'est es troba la zona inundable del Sudd al Nil Blanc.

## Població
La regió del Sudan marca la frontera ètnica entre els pobles camito-semites (àrabs, amazics, somalis, àfars i tuaregs) del nord d'Àfrica i els de la banya d'Àfrica i els negroides d'Àfrica occidental i central. Habiten aquesta regió uns 200 grups ètnics essent els principals els de llengua fula i bambara de Mali, els hausa de Níger, els sara de Txad, i els dinka del sud de Sudan. L'economia en gran part és pastoral mentre que el sorgo i l'arròs africà es cultiven a la part sud de la regió.

## Ecoregions terrestres

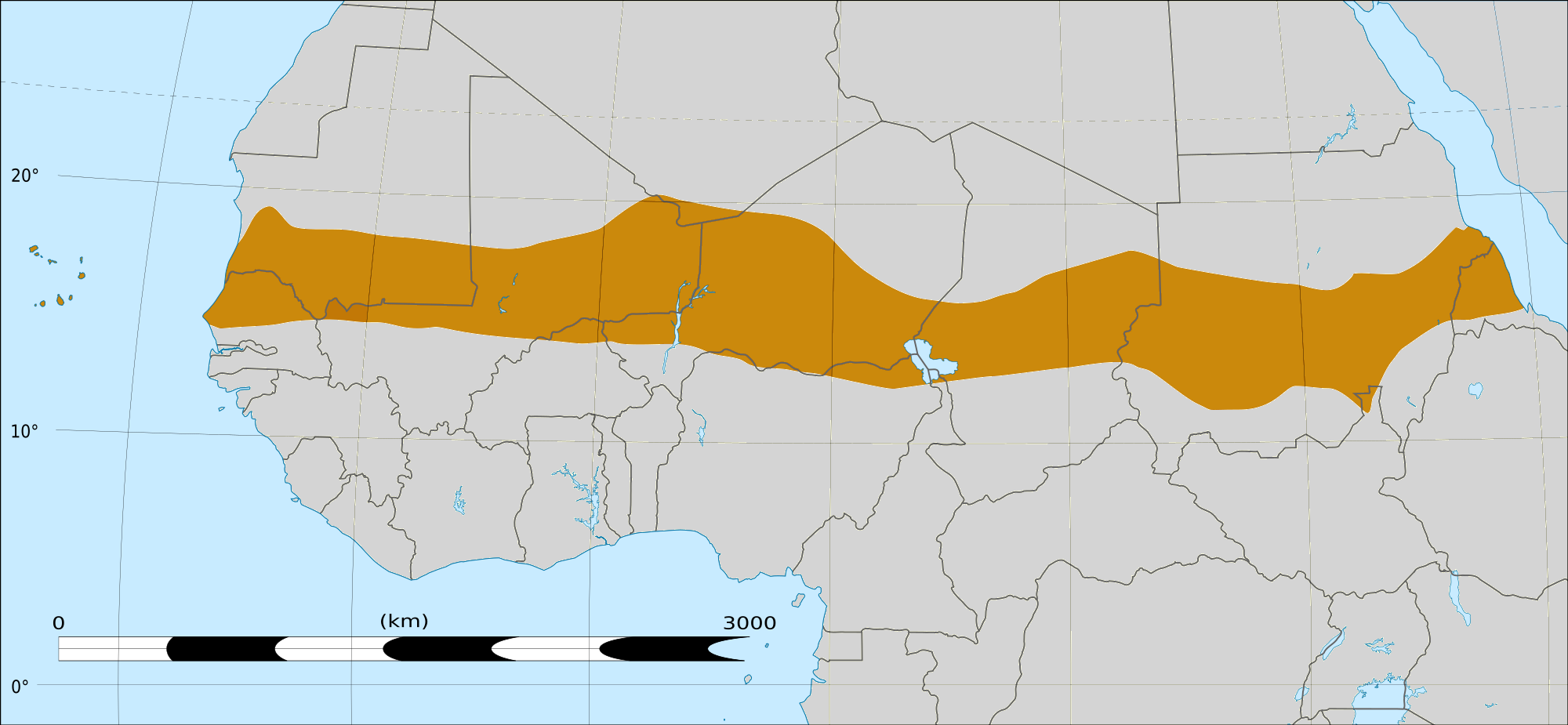
El Sahel africà
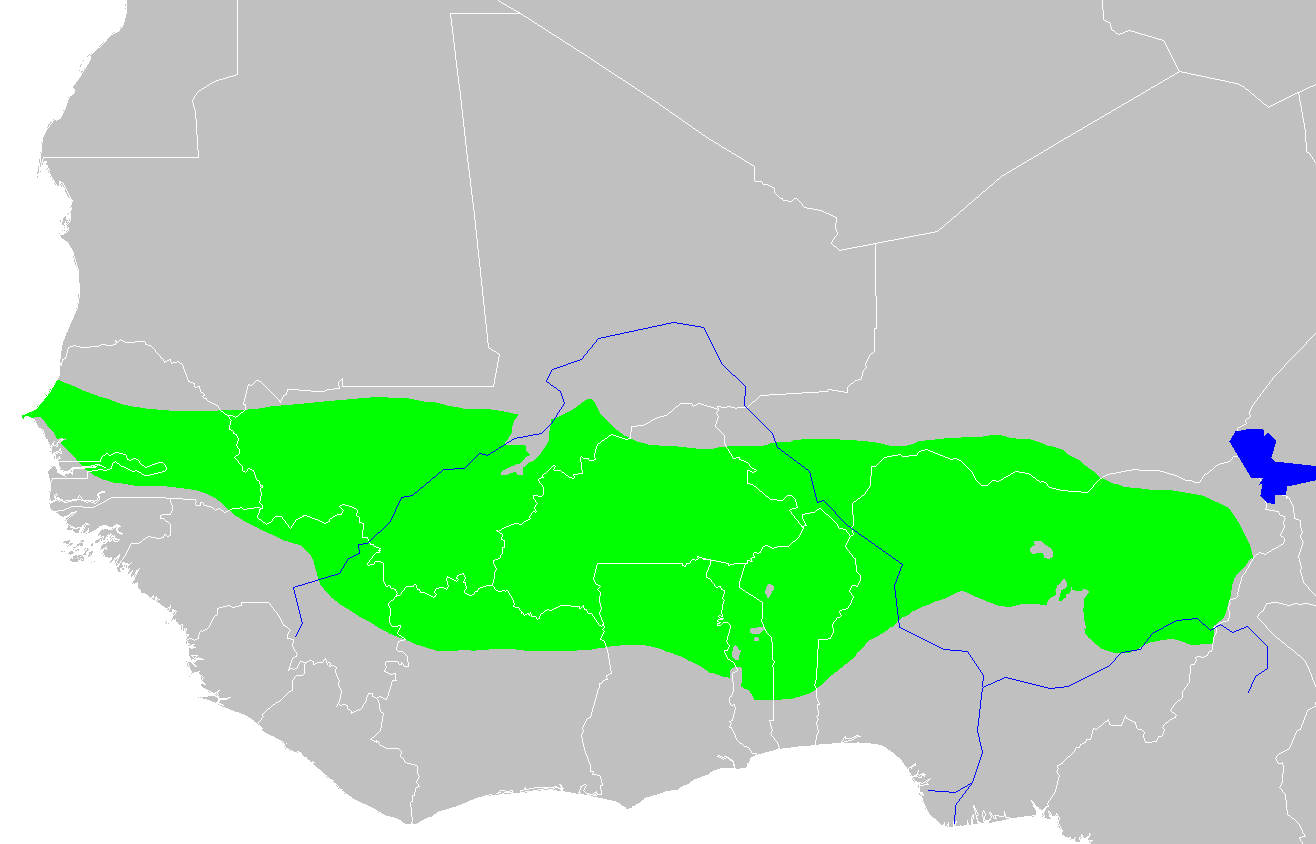
Sabana sudanesa occidental (en verd) a Àfrica occidental
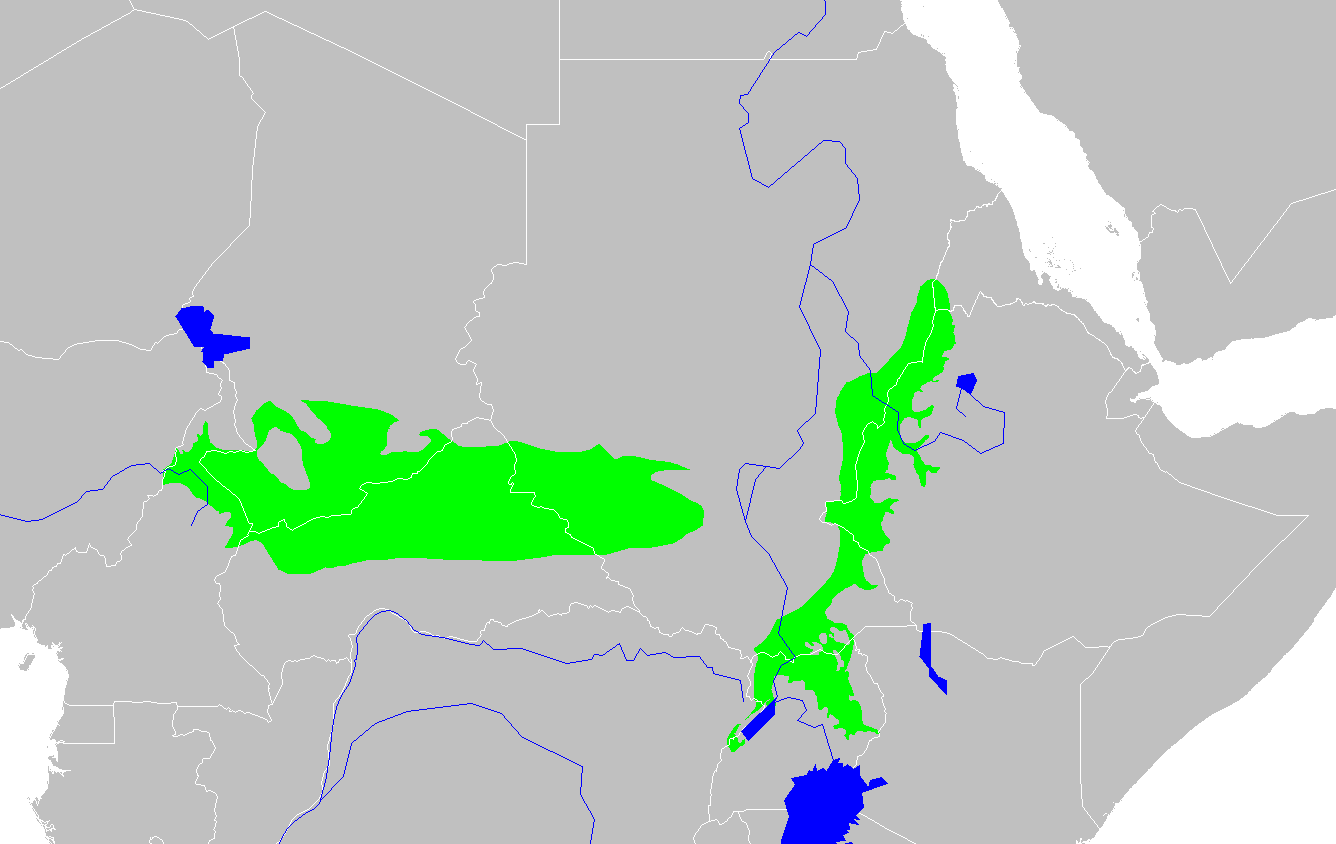
Sabana sudanesa oriental (en verd) a Àfrica Central i Àfrica Oriental